# هلنالین
هلنالین (به انگلیسی: Helenalin) یک ترکیب شیمیایی با شناسه پاب‌کم ۲۳۲۰۵ است. 